# Balatabaum

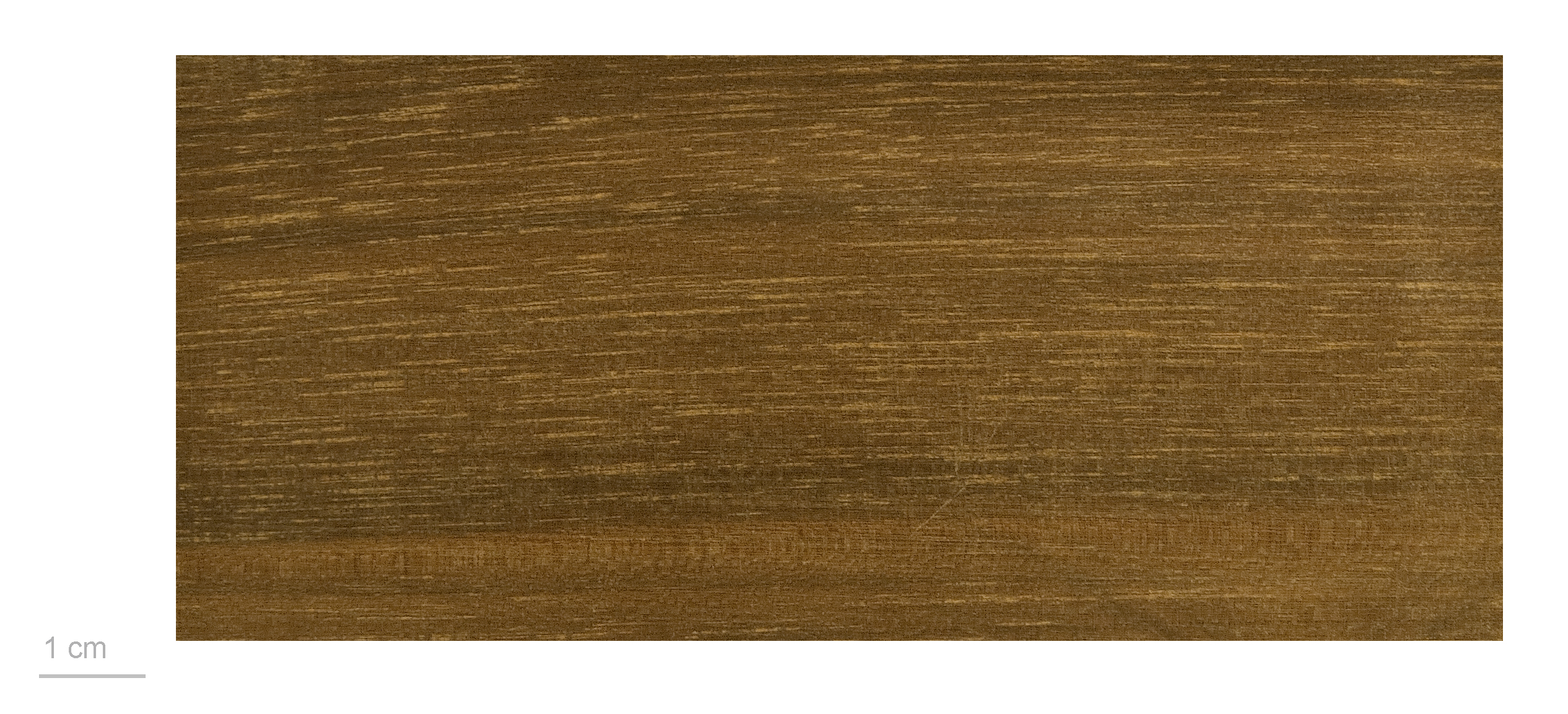
Manilkara bidentata, Holz

Der Balatabaum (Manilkara bidentata) ist eine Pflanzenart aus der Familie der Sapotengewächse (Sapotaceae). Er ist weit verbreitet auf den Karibischen Inseln und im tropischen Mittel- und nördlichen Südamerika.

## Beschreibung
Der Balatabaum ist ein langsamwachsender, meist immergrüner Baum, seltener ein kleiner Strauch, der an besten Standorten Wuchshöhen von mehr als 30 Metern und einen Stammdurchmesser von 1,3 Meter erreichen kann. Ausgewachsene Bäume bilden eine dichte Baumkrone mit horizontalen Ästen. Ältere Bäume besitzen öfters breite Brettwurzeln. Die Pflanzenteile enthalten einen weißen Milchsaft.
Die wechselständigen und ganzrandigen, ledrigen, kurz gestielten Laubblätter sind mit einer Länge von bis etwa 7–20 Zentimeter, elliptisch bis verkehrt-eiförmig. Die Blätter sind unterseits bronzefarben, die Spitze ist abgerundet bis spitz oder bespitzt, seltener stumpf, und teils eingebuchtet. Der Blattstiel ist bis 1,5–4,5 Zentimeter lang. Die Nervatur ist gefiedert mit vielen undeutlichen parallelen Seitenadern. Die größeren oder kleineren Nebenblätter sind mehr oder weniger haltbar oder fehlen ganz.
Die Blütezeit liegt am Beginn der Regenzeit. Die bis 2,5 Zentimeter lang gestielten, zwittrigen, radiärsymmetrischen, leicht duftenden, kleinen und sechszähligen Blüten mit doppelter Blütenhülle, sind grünlich-gelb bis weiß. Sie erscheinen in meist achsenständigen Gruppen, Büscheln, endständig an den Zweigen. Der meistens sechszählige Kelch ist in zwei ungleichen Kreisen angeordnet. Die sechs, meist dreiteiligen, bzw. mit zwei petaloiden Anhängseln, und kahlen Kronblätter, sind cremefarben, weiß, die Kronröhre ist nur kurz. Es sind sechs antipetale, kurze Staubblätter und sechs kurze, unregelmäßig geformte Staminodien vorhanden, die basal zu einem Ring verwachsen sind. Der sechs- bis achtkammerige, kahle Fruchtknoten ist oberständig mit relativ kurzem, kegelförmigem Griffel mit kleiner kopfiger Narbe.
Die mit einem Durchmesser von bis etwa 2,5–3 cm kugeligen bis ellipsoiden und orangen bis gelben, glatten Beeren besitzen ein essbares, süßes Fruchtfleisch, das den meist nur einzigen, manchmal auch zwei, und glatten, eiförmigen, harten, glatten und abgeflachten, dunkelbraunen Samen mit deutlichem Hilum umgibt. An der Frucht ist an der Spitze oft der haltbare Griffelrest und an der Basis der haltbare Kelch.

## Nutzung
Das Holz des Balatabaums wird unter den Bezeichnungen Massaranduba, Balata rouge, Beefwood etc. gehandelt. Es ist eine tropische Hartholzart, ähnlich wie Bangkirai.
Die Farbe des Holzes ist ein sehr dunkles Rot bis Rotbraun. Mit einem Gewicht von 1100 bis 1300 kg/m3 schwimmt dieses Eisenholz nicht. Es wird für Zimmermannsarbeiten, Bautischlerarbeiten, Eisenbahnschwellen, Wasserbau, Brückenbau, Schiffbau, Möbel, Furnier, Musikinstrumente, Werkzeuge und Sportgeräte verwendet. In Europa sind aufgrund seiner Witterungsbeständigkeit besonders Produkte für den Außenbereich als Massaranduba auf dem Markt. Eine negative Eigenschaft dieses Holzes ist das verstärkte Quell- und Schwindverhalten. Für maßhaltige Bauteile ist das Holz daher nicht geeignet.
Weitere Handelsnamen: Maçaranduba (BR), Baiata (SR, CO), Nisperillo (CO), Quinilla (PE), Purguo morado (VE), Bulletwood, Beefwood (GB).
Aufgrund seiner Herkunft und des damit verbundenen meist schwer kontrollierbaren Einschlags ist die Nutzung dieses Tropenholzes nicht unumstritten. Wegen seines langsamen Wachstums ist fraglich, ob eine nachhaltige und ökologische forstwirtschaftliche Nutzung möglich ist.
Der Milchsaft des Balatabaumes, die Balata, ist guttaperchaartig und dient zur Herstellung von Treibriemen und Transportbändern, früher wurde sie auch häufig für Golfbälle verwendet. Aus dieser Art lässt sich auch Chicle, eine Kaugummimasse, gewinnen.

## Systematik
Diese Art wurde 1844 unter dem Namen Mimusops bidentata durch Alphonse Pyrame de Candolle in Prodromus Systematis Naturalis Regni Vegetabilis, 8, S. 204–205 erstbeschrieben. Auguste Jean Baptiste Chevalier veröffentlichte 1932 den heute gültigen Namen Manilkara bidentata in Revue de Botanique Appliquée et d'Agriculture Tropicale 12 (128), S. 270.
Weitere Synonyme für Manilkara bidentata (A.DC.) A.Chev. sind: Manilkara balata (Aubl.) Dubard, Manilkara williamsii Standl., Manilkara balata var. cruegeri (Pierre) Dubard, Manilkara balata var. gutta (Pierre) Dubard, Manilkara balata var. hartii (Pierre) Dubard, Manilkara balata var. melinonis (Pierre) Dubard, Manilkara balata var. schomburgkii (Pierre) Dubard, Manilkara balata var. sieberi (A.DC.) Dubard, Manilkara bidentata var. cruegeri (Pierre) Chev., Manilkara darienensis (Pittier) Standl., Mimusops balata var. cruegeri Pierre, Mimusops balata var. gutta Pierre, Mimusops balata var. hartii Pierre, Mimusops balata var. melinonis Pierre, Mimusops balata var. schomburgkii Pierre, Mimusops balata var. sieberi (A.DC.) Pierre, Mimusops darienensis (Pittier) Standl., Mimusops surinamensis Miq., Mimusops sieberi A.DC., Mimusops globosa C.F.Gaertn., Mimusops balata Crueg. ex Griseb. illeg., Sapota mulleri Blume ex Bleekrode, Kaukenia globosa (C.F.Gaertn.) Kuntze u. a.
Eine andere Art ist Mimusops balata (Aubl.) C.F.Gaertn.
Man unterscheidet zwei Unterarten:
- Manilkara bidentata subsp. bidentata: Sie kommt von Panama bis ins tropische Südamerika und zu den Kleinen Antillen vor.[1]
- Manilkara bidentata subsp. surinamensis (Miq.) T.D.Penn.; sie unterscheidet sich in den fehlenden Neben- und Tragblättern bei den Blüten, den etwas kleineren Blättern, sowie kürzeren Blattstielen.[4] Sie kommt von der Karibik bis ins tropische Südamerika vor.[1]